# バーティカル・エアロスペース VX4
VX4
VX4　模型
- 用途：eVTOLエアタクシー
- 設計者：バーティカル・エアロスペース
- 製造者：バーティカル・エアロスペース
- 初飛行：2022年9月27日
- 運用状況：試験飛行中

バーティカル・エアロスペース VX4（英語: Vertical Aerospace VX4）は、イギリスのブリストルに拠点を置くバーティカル・エアロスペース社が設計、製造した電動垂直離着陸機(eVTOL)である。

## 概要
VX4は、320キロメートル毎時 (200 mph)以上で飛行可能で、航続距離は161キロメートル (100 mi)以上、パイロット1名と乗客4名を乗せることができる。都市部など限られた場所での運用を想定しており、騒音はヘリコプターの100倍静かで、安全性を備えるアーバン・エア・モビリティ。航空機のほとんどは固定翼の揚力に依存していた。これは、巡航する航空機の翼による揚力が効率的であることから、翼の揚力＋巡航およびベクトル推力の概念にへとeVTOL業界全体のより広範な動きに続くと予想されている。
2022年9月に、VX4は地面につながれた状態で最初の離着陸を達成した。VX4は、アメリカン航空、ヴァージン・アトランティック航空、エアアジアなどから受注している。
2023年8月9日、イギリスのコッツウォルド空港で、モーターに不具合が生じた場合を想定したテスト飛行を実施中に試作機が墜落した。試作機は無人での遠隔操縦であり、負傷者はない。予備調査結果によれば、根本的な原因はプロペラの欠陥とされる。

## 日本
2021年9月、バーティカル・エアロスペース社と丸紅は、業務提携契約を締結を発表。2025年の運航事業実現のために25機のVX4の購入予約権を取得している。
2021年10月、アイルランドの航空機リース会社アボロンは、日本航空と空飛ぶクルマの日本市場でのパートナーシップ締結を発表。日本航空は、VX4を最大100機をリースする覚書を締結し、2025年日本国際博覧会での就航を予定している。

## 仕様